# Pichinia disticha
Pichinia disticha är en kallaväxtart som beskrevs av S.Y.Wong och Peter Charles Boyce. Pichinia disticha ingår i släktet Pichinia och familjen kallaväxter. Inga underarter finns listade.